# Brachyherca
Brachyherca é um gênero de traça pertencente à família Arctiidae.